# Eurata maritana
Eurata maritana là một loài bướm đêm thuộc phân họ Arctiinae, họ Erebidae.